# 11 de octubre
El 11 de octubre es el 284.º (ducentésimo octogésimo cuarto) día del año —el 285.º (ducentésimo octogésimo quinto) en los años bisiestos— en el calendario gregoriano. Quedan 81 días para finalizar el año.

## Acontecimientos
- 368: en Nicea (Turquía) sucede un terremoto. Algunos días después hubo otro terremoto en el Helesponto.[1]
- 1138: en Aleppo y Ganzah (Siria) se registra un terremoto de magnitud 8,5 en la escala sismológica de Richter, que deja un saldo de 230 000 muertos.
- 1469: en Dueñas (España) el rey Fernando II de Aragón se entrevista con Isabel I de Castilla, y deciden casarse (serán los Reyes Católicos).
- 1582: en España, Italia, Polonia y Portugal, se saltea este día ―entre el jueves 4 de octubre de 1582 y el viernes 15 de octubre― debido a la implementación del calendario gregoriano.

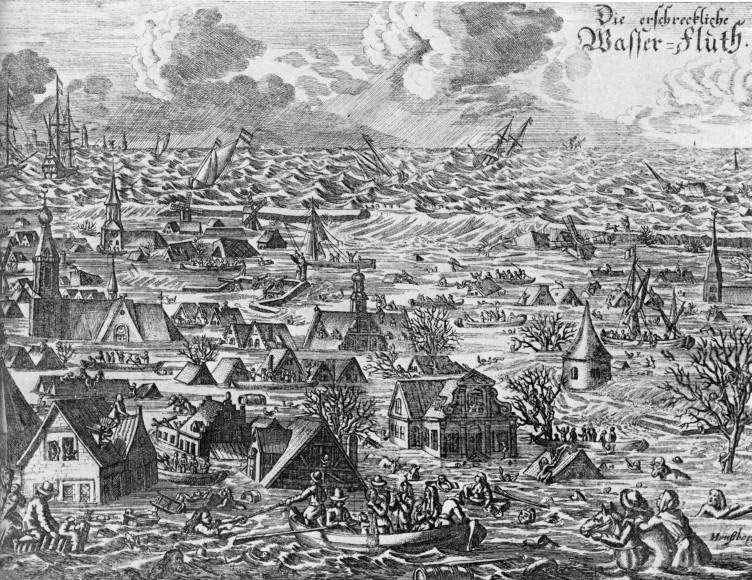
Die erschreckliche wasser fluth, pintura del sobre la inundación de Burchardi (11 de octubre de 1634).

- 1634: entre esta noche y mañana, la costa de Alemania y los Países Bajos es barrida por una marejada ciclónica (la inundación de Burchardi). Queda un saldo de 10 000 a 15 000 personas ahogadas.
- 1698: Francia, Inglaterra y Países Bajos firman en La Haya un tratado para repartirse los territorios de la Corona de España, a la muerte sin descendencia de Carlos II de España.
- 1700: Carlos II de España nombra sucesor al pretendiente francés a la corona de España.
- 1727: Jorge II y Carolina de Brandeburgo-Ansbach son coronados como reyes de Gran Bretaña.
- 1737: en la noche, la ciudad de Calcuta (capital de Bengala, en la India) recibe en medio de una tormenta (cayeron 380 mm de agua en 6 h) una marejada ciclónica de varios metros de altura, generada por un superciclón. Solo en Calcuta ―que en esa época contaba con 20 000 habitantes― mueren 3000 personas. Posiblemente sea exagerado el número de 300 000 personas fallecidas, y la ola de «12 m de altura» (posiblemente bastante menos). Algunos consideran que se trató de un maremoto.[2]
- 1745: el sabio y clérigo alemán Ewald Jurgen von Kleist presenta el experimento eléctrico que se hizo famoso con el nombre de "botella de Leyden".
- 1780: en las Antillas (mar Caribe) es el segundo día del Gran Huracán de 1780, el primer huracán con mayor número de víctimas mortales del que se tienen datos (27 000 muertes totales). Durará hasta el 16 de octubre.
- 1811: en Chile, gracias a la iniciativa de Manuel de Salas, se crea la Ley de Libertad de vientres, la cual convierte a Chile en el segundo país del mundo (después de Francia) en legislar contra la esclavitud.
- 1811: en España, el general Mina llega a Ayerbe para sitiar y atacar a la numerosa guarnición francesa que se hallaba fortificada en el palacio del señor marqués de Ayerbe.
- 1830: en Varsovia (Polonia), el compositor Frédéric Chopin interpreta como solista su Concierto para piano n.º 1, uno de los conciertos para piano y orquesta más importantes de la historia.
- 1833: en la ciudad de Buenos Aires (Argentina) estalla la Revuelta de los Restauradores, dirigida por los federales contra el Gobierno de Juan Ramón Balcarce.
- 1835: en España se dicta el decreto de extinción, con excepciones, de las órdenes religiosas en el país y de la desamortización de bienes eclesiásticos.
- 1838: en el Río de la Plata (Argentina), una escuadra francesa invade la isla Martín García.
- 1846: la isla de Cuba completa es azotada por la Tormenta de San Francisco de Borja. Fue el único huracán de categoría 5 que ha tocado La Habana y uno de los pocos huracanes de esa categoría que han azotado a Cuba. Ocurrió solo dos años después del fortísimo huracán de 1844 (contradiciendo las estadísticas de aparición de huracanes). Solo fue comparable con los huracanes de 1926 y 1944.
- 1852: en Australia se inaugura la Universidad de Sídney, la universidad más antigua de ese país.
- 1856: en Masaya (Nicaragua), empieza la Primera Batalla de Masaya con el ataque de las tropas del filibustero William Walker a dicha ciudad ocupada por el Ejército Aliado Centroamericano, dirigido por el general salvadoreño Ramón Belloso, y que terminará 2 días después con la derrota de Walker.
- 1864: en Brasil, la villa de Campina Grande se establece como ciudad.
- 1876: en México, el general Porfirio Díaz se subleva contra el presidente Sebastián Lerdo de Tejada, al que luego sucede.
- 1878: en Argentina, Julio Argentino Roca emprende la llamada Campaña del «Desierto» contra las tribus del sur del país.
- 1890: en Washington, se funda la Daughters of the American Revolution.
- 1899: en Sudáfrica comienza la Segunda Guerra de los Bóeres entre Reino Unido, los bóeres de Transvaal y el Estado Libre de Orange.
- 1899: en Estados Unidos, la antigua Liga Oeste de beisbol cambia su nombre a Liga Americana
- 1909: la isla de Cuba es azotada por un fuerte huracán.
- 1912: en el marco de la primera guerra de los Balcanes, el ejército griego libra la ciudad de Kozani.
- 1934: en España, El gobierno de Alejandro Lerroux restablece la pena de muerte por garrote vil.
- 1944: la República Popular de Tannu Tuvá se anexiona a la Unión Soviética.
- 1954: en el marco de la guerra de Indochina, el Viet Minh toma el control de Vietnam del Norte.
- 1958: en Estados Unidos, la NASA lanza la prueba lunar Pioneer 1; sin embargo la nave falla y vuelve a la Tierra.
- 1960: en España llegan al país los primeros 60 kg de uranio enriquecido para ser usado en investigación y experimentación. España se incorpora así a la era atómica.
- 1961: Se lleva a cabo la Noche de las tres P en Cuba.
- 1962: en la Ciudad del Vaticano, el papa Juan XXIII inaugura el Concilio Vaticano II, que modernizó el espíritu y las estructuras de la Iglesia católica.
- 1963: a 261 metros bajo tierra, en el área U3bz del Sitio de pruebas atómicas de Nevada (a unos 100 km al noroeste de la ciudad de Las Vegas), a las 6:00 (hora local) Estados Unidos detona su bomba atómica Grunion, de 8 kilotones. A las 13:00 detona la bomba Tornillo, a 149 metros bajo tierra, de 0,38 kilotones. Son las bombas n.º 341 y 342 de las 1132 que Estados Unidos detonó entre 1945 y 1992.
- 1968: en Panamá, un golpe de Estado de la Guardia Nacional derroca al presidente Arnulfo Arias Madrid (1901-1988), y se forma una Junta presidida por Omar Torrijos y Boris Martínez.
- 1971: en Múnich (Alemania) se presenta el tren experimental de suspensión magnética Transrapid.
- 1973: la banda de rock Queen publica la canción que se considera su primer gran éxito, Killer Queen.
- 1975 se estrena programa cómico con situaciones humorísticamente extrañas llamado Saturday Night Live
- 1977: en España, regresa a Madrid Victoria Kent, exministra de Sanidad en la República, luego de 38 años en el exilio.
- 1978: en Panamá, Arístides Royo asume la presidencia.
- 1980: el venezolano Baruj Benacerraf gana el Premio Nobel de Medicina.
- 1981: en Bucaramanga (Colombia) al menos cuatro hinchas del Atlético Bucaramanga mueren en un partido de fútbol por disparos de la policía y el ejército.
- 1984: en Panamá asume la presidencia Nicolás Ardito Barletta.
- 1990: España se adhiere a la Carta Mundial de los Derechos del Niño.
- 1990: el mexicano Octavio Paz gana el Premio Nobel de Literatura.
- 1991: en Cuba, Fidel Castro anuncia un Estado laico, de economía mixta y culpa a la Unión Soviética de la crisis económica cubana. Todo esto en el IV Congreso del PCC, en el que es reelegido líder del partido.
- 1995: el mexicano Mario Molina gana el Premio Nobel de Química.
- 1997: en Madrid (España) se inaugura la reforma del Teatro Real, convertido de nuevo en teatro de ópera.
- 2000: James J. Heckman y Daniel L. McFadden ganan el Premio Nobel de Economía
- 2004: en Chile se celebran las Elecciones municipales.
- 2006: en Manhattan (Nueva York), un avión piper se estrella contra un edificio, dejando un saldo de 21 heridos y dos fallecidos.
- 2009: en la Ciudad del Vaticano, el papa Benedicto XVI canoniza cinco nuevos santos: Juana Jugan, Damián de Veuster, Rafael Arnáiz Barón, Zygmunt Szczęsny Felinski y Francisco Coll Guitart.
- 2012: el papa Benedicto XVI da apertura al Año de la Fe, con motivo al quincuagésimo aniversario del Concilio Vaticano II y al vigésimo aniversario de la publicación del Catecismo de la Iglesia Católica.
- 2013: se da por finalizado el Año de la Fe.
- 2013 En Barranquilla, Colombia La Selección Colombia Clasifica a la Copa Mundial de Fútbol de 2014 Tras empatar en el Estadio Metropolitano Roberto Meléndez 3-3 Frente a la Selección de fútbol de Chile Y volver a un mundial después de 16 años.
- 2020: en Francia, Rafael Nadal ganó el torneo de Roland Garros en medio de la pandemia de CoVid-19. Con esta victoria alcanzó a Roger Federer en títulos de Grand Slam.

## Nacimientos
- 1616: Andreas Gryphius, poeta alemán (f. 1664).
- 1671: Federico IV de Dinamarca (f. 1730).
- 1675: Samuel Clarke, filósofo y teólogo inglés (f. 1729).
- 1738: Arthur Phillip, almirante británico (f. 1814).

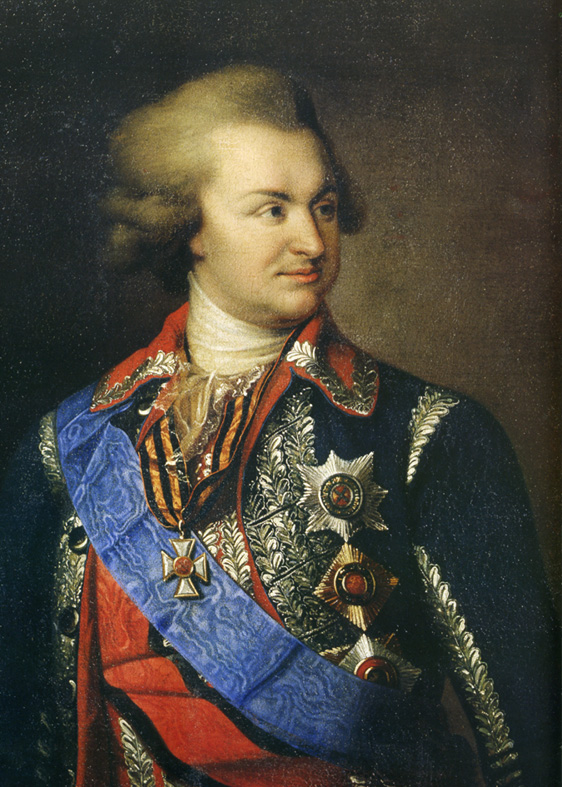
Gregorio Potemkin.

- 1739: Gregorio Potemkin, político y militar ruso (f. 1791).
- 1755: Fausto Elhúyar, químico español, descubridor del wolframio (f. 1833).
- 1758: Heinrich Olbers, astrónomo y médico alemán (f. 1840).
- 1799: Paula Montal, religiosa y santa española (f. 1889).
- 1814: Jean-Baptiste Lamy, arzobispo francés (f. 1888).
- 1821: George Williams, fundador británico de la YMCA (f. 1905).
- 1844: Henry John Heinz, empresario estadounidense (f. 1916).
- 1846: Carlos Pellegrini, político argentino, presidente entre 1890 y 1892 (f. 1906).
- 1847: Alice Meynell, escritora y editora británica (f. 1922).
- 1849: Adolfo Büttner, arquitecto argentino (f. 1912).
- 1854: Wilhelm Jerusalem, filósofo y pedagogo austriaco (f. 1923).
- 1854: Adela Zamudio, escritora boliviana (f. 1928).
- 1858: Cipriano Castro, presidente venezolano entre 1899 y 1908 (f. 1924).
- 1866: Carlos Arniches, escritor español (f. 1943).
- 1871: Gabriel Leyva Solano, militar mexicano (f. 1910).
- 1872: Emily Wilding Davison, activista británica (f. 1913).
- 1872: Fermina Oliva y Ocaña, una de los supervivientes españoles del Titanic en abril de 1912 (f. 1969).
- 1876: Paul Masson, ciclista francés (f. 1944).
- 1881: Hans Kelsen, filósofo y político austriaco (f. 1973).
- 1884: Friedrich Bergius, químico e industrial alemán, Premio Nobel de Química en 1931 (f. 1949).

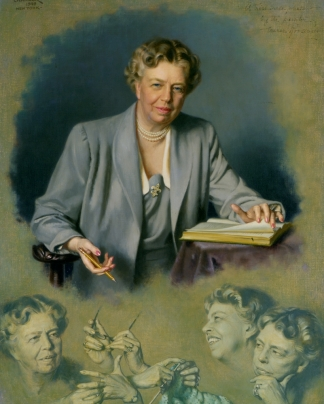
Eleanor Roosevelt.

- 1884: Eleanor Roosevelt, política estadounidense, esposa de Franklin D. Roosevelt (f. 1962).
- 1884: Sig Ruman, actor germano-estadounidense (f. 1967).
- 1885: François Mauriac, escritor francés, premio nobel de literatura en 1952 (f. 1970).
- 1885: Alicia Moreau de Justo, médica y política argentina (f. 1986).
- 1885: Lowell Sherman, cineasta estadounidense (f. 1934).
- 1890: Luis N. Morones, político mexicano  (f. 1964).
- 1894: Luis Ángel Firpo, boxeador argentino (f. 1960).
- 1895: Jakov Gotovac, compositor croata (f. 1982).
- 1896: Nelly Quel, actriz argentina (f. 1944).
- 1904: Tita Merello, actriz y cantante argentina (f. 2002).
- 1905: Fred Trump, empresario inmobiliario y filántropo estadounidense (f. 1999).
- 1910: Pedro Aleandro, actor argentino (f. 1985).
- 1910: Adolfo Rincón de Arellano García, cardiólogo y político español (f. 2006).
- 1910: Iván Boyko, militar soviético (f. 1975).
- 1911: Changampuzha Krishna Pillai, poeta hindú (f. 1948).
- 1911: Nello Pagani, piloto de motociclismo y automovilismo italiano. (f. 2003).
- 1913: John T. Parsons, ingeniero estadounidense (f. 2007).
- 1918: Fred Bodsworth, periodista canadiense (f. 2012).
- 1918: Jerome Robbins, coreógrafo y cineasta estadounidense (f. 1998).
- 1919: Art Blakey, baterista estadounidense de jazz (f. 1990).
- 1920: Édgar Negret, escultor colombiano (f. 2012).
- 1921: Fernando Garrido Falla, jurista español (f. 2003).
- 1925: Luis González y González, historiador mexicano (f. 2003).
- 1925: Elmore Leonard, escritor y guionista estadounidense (f. 2013).
- 1926: Thích Nhất Hạnh, monje, escritor y activista por la paz vietnamita (f. 2022).
- 1927: Josefina Carlota de Bélgica, princesa belga (f. 2005).
- 1927: William Perry, ingeniero estadounidense.
- 1928: Alfonso de Portago, piloto español de Fórmula 1 (f. 1957).
- 1928: Luis Figueroa Yábar, cineasta peruano (f. 2012).
- 1929: Curtis Amy, saxofonista estadounidense (f. 2002).
- 1929: Luis Banchero Rossi, empresario peruano (f. 1972).
- 1935: Daniel Quinn, activista medioambiental estadounidense (f. 2018).
- 1936: Billy Higgins, batería estadounidense (f. 2001).
- 1936: Alberto Vázquez-Figueroa, escritor español.
- 1936: Tom Zé, compositor y músico brasileño.
- 1937: Bobby Charlton, futbolista británico (f. 2023).
- 1939: Maria Bueno, tenista brasileña (f. 2018).
- 1941: Lester Bowie, trompetista y compositor estadounidense (f. 1999).
- 1941: Eugenio Jofra Bafalluy, humorista español (f. 2001).
- 1941: Charles Shyer, cineasta, productor cinematográfico y guionista estadounidense.
- 1942: Amitabh Bachchan, actor, presentador de televisión y productor indio de Bollywood.
- 1942: James Oliver Huberty, asesino en masa.
- 1943: Zahur Klemath Zapata, poeta y filósofo estadounidense.
- 1944: Joan Gaspart, empresario español.
- 1944: Javier Sáenz de Cosculluela, político español.
- 1946: Daryl Hall, músico estadounidense, de la banda Hall & Oates.
- 1947: Al Atkins, cantante británico, de la banda Judas Priest.
- 1947: Lukás Papadimos, economista griego, vicepresidente del Banco Central Europeo.
- 1948: Cecilia, cantante española (f. 1976).
- 1948: Peter Turkson, cardenal ghanés.
- 1950: Catlin Adams, actriz estadounidense.
- 1950: Amos Guitai, cineasta israelí.

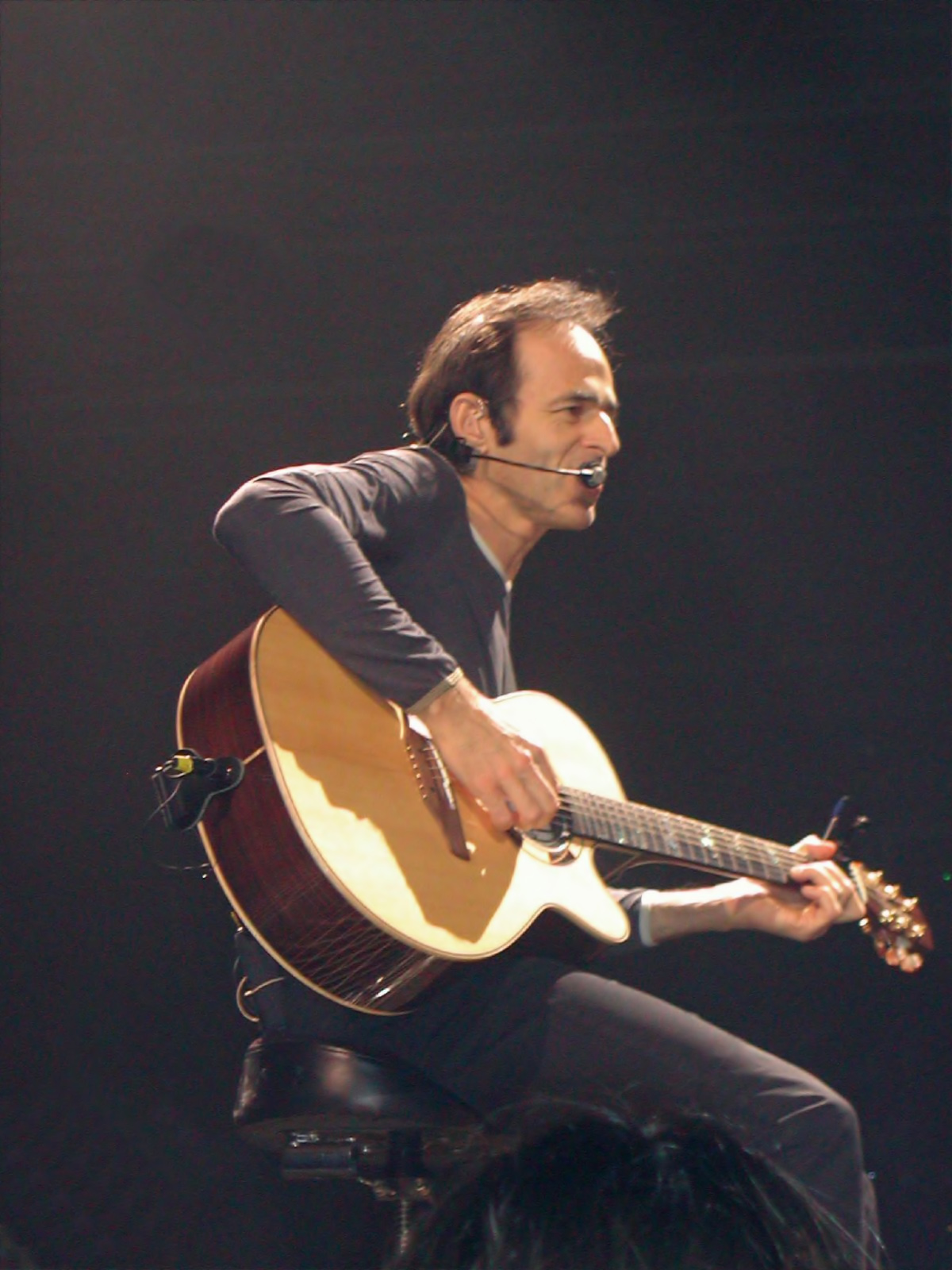
Jean-Jacques Goldman.

- 1951: Jean-Jacques Goldman, compositor y cantante francés.
- 1952: Bernardo Valencia, torero venezolano (f. 2011).
- 1953: David Morse, actor estadounidense.
- 1954: Vojislav Šešelj, abogado y político serbio.
- 1955: Norm Nixon, baloncestista estadounidense.
- 1955 Matteo Zuppi,cardenal italiano
- 1956: Nicanor Duarte Frutos, presidente paraguayo.
- 1957: Paul Sereno, paleontólogo estadounidense.
- 1959: Wayne Gardner, piloto de motos australiano.
- 1960: Randy Breuer, baloncestista estadounidense.
- 1960: Nicola Bryant, actriz británica.
- 1961: Hany Abu-Assad, cineasta neerlandés de origen palestino.
- 1961: Neil Buchanan, guitarrista y actor estadounidense, de la banda Marseille.
- 1961: Amr Diab, cantante egipcio.
- 1961: Gilda (Miriam Alejandra Bianchi), cantante argentina (f. 1996).
- 1961: Steve Young, jugador estadounidense de fútbol americano.

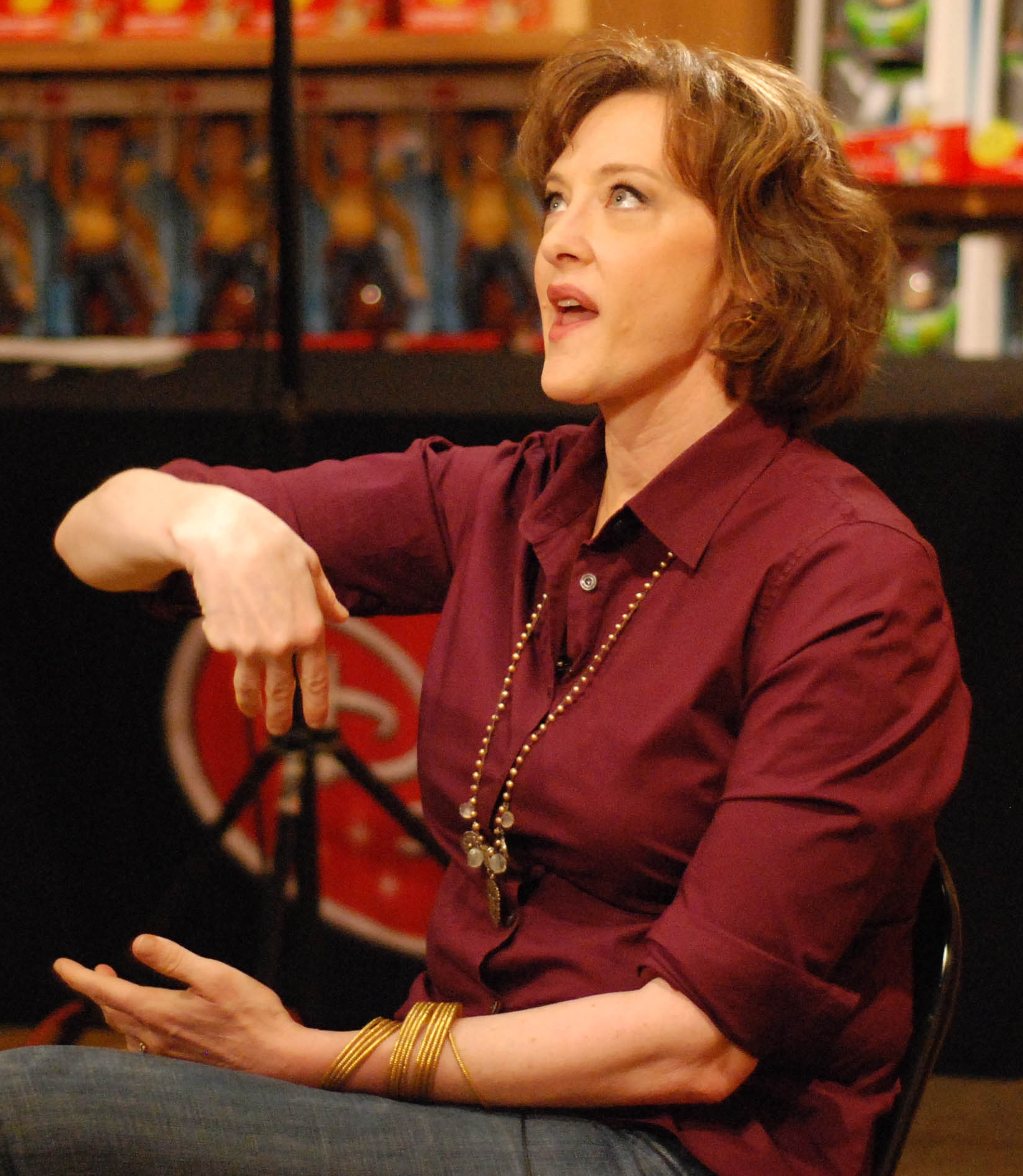
Joan Cusack.

- 1962: Joan Cusack, actriz estadounidense.
- 1962: Gustavo Luza, tenista argentino.
- 1962: Alberto Weretilneck, político argentino, Gobernador de Río Negro desde 2023.

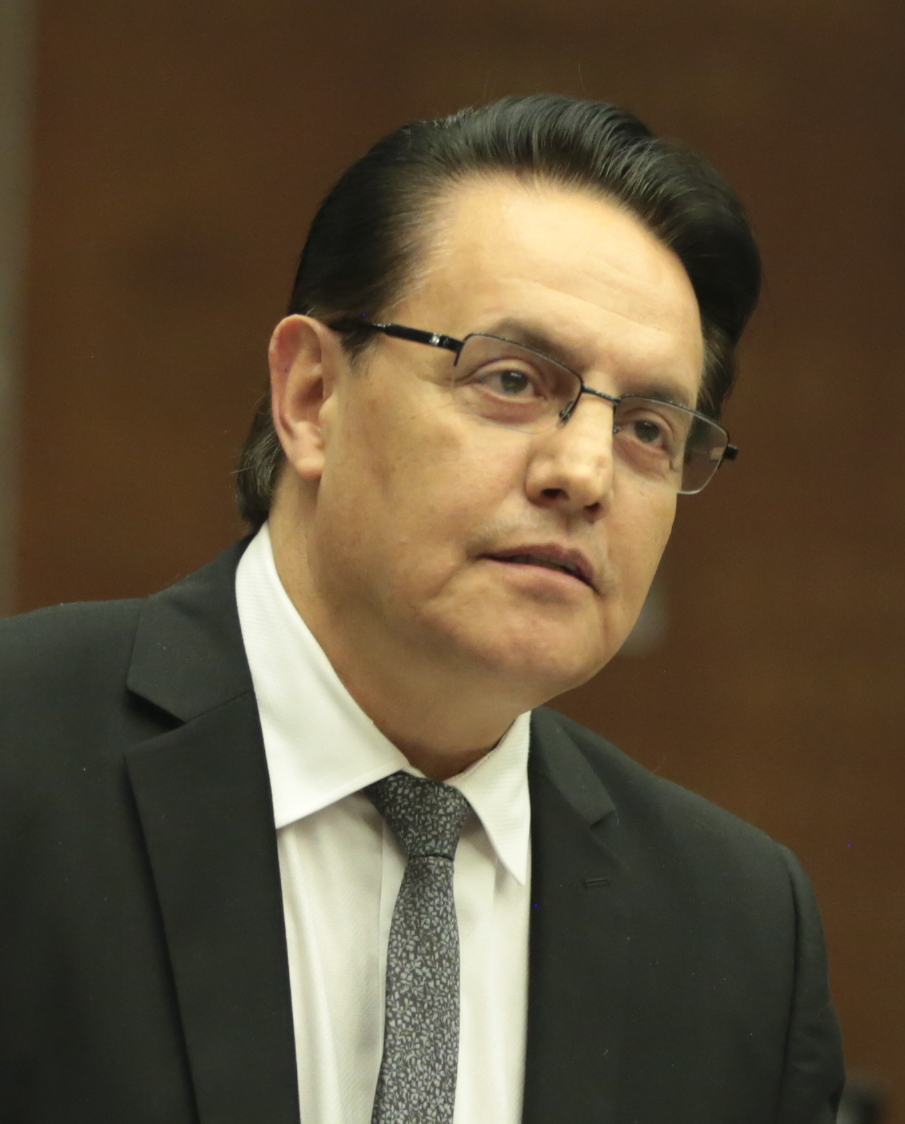
Fernando Villavicencio

- 1963: Ronny Rosenthal, futbolista israelí.
- 1963: Jordi Villacampa, jugador y directivo español de baloncesto.
- 1963: Fernando Villavicencio, periodista y político ecuatoriano (f. 2023).
- 1965: Juan Ignacio Cirac Sasturain, físico español.
- 1965: Orlando Hernández, beisbolista cubano.
- 1965: Sean Patrick Flanery, actor estadounidense.
- 1965: Luke Perry, actor estadounidense (f. 2019).
- 1966: Pau Donés, cantante, guitarrista y compositor español (f. 2020).
- 1966: Rikishi, luchador estadounidense.
- 1967: José Ángel Hevia, gaitero español.
- 1967: Tazz, luchador estadounidense.
- 1967: Mario Salas, entrenador de fútbol chileno.
- 1967: Tony Chimel, comentarista deportivo estadounidense.
- 1968: José Antonio Fortea Cucurull, religioso y teólogo español.
- 1968: Jane Krakowski, actriz estadounidense.
- 1968: Halla Tómasdóttir, empresaria y política islandesa, Presidenta de Islandia desde 2024.
- 1969: Constantino Cristóbal, aristócrata neerlandés.
- 1969: Stephen Moyer, actor y director estadounidense.
- 1970: Gerardo Chendo, actor argentino.
- 1970: U-God, rapero estadounidense, de la banda Wu-Tang Clan.
- 1970: Andy Marriott, futbolista británico.
- 1971: Jason Ellis, skateboarder australiano.
- 1971: Petra Haden, violinista y cantante estadounidense, de las bandas Tito and Tarántula y The Decemberists.
- 1972: Claudia Black, actriz australiana.
- 1972: Cherokee Parks, baloncestista estadounidense.
- 1973: Mike Smith, guitarrista estadounidense, de la banda Limp Bizkit.
- 1973: Takeshi Kaneshiro, actor y cantante japonés.
- 1974: Terje Haakonsen, snowboarder noruego.
- 1974: Héctor Berenguel, futbolista español.

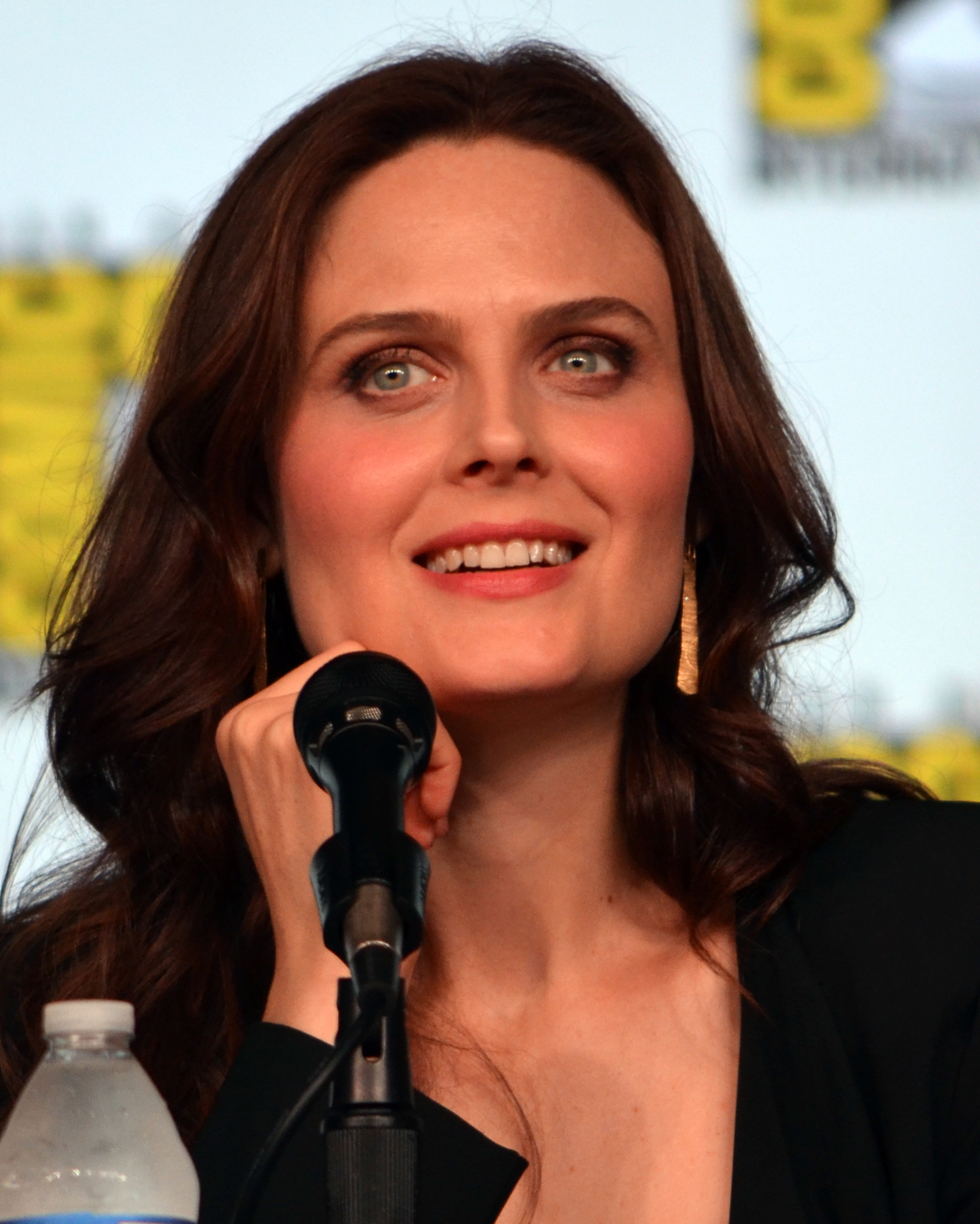
Emily Deschanel.

- 1975: Nat Faxon, actor y productor estadounidense.
- 1976: Emily Deschanel, actriz estadounidense.
- 1976: Baby Rasta, cantante portorriqueño de reguetón, de la banda Baby Rasta & Gringo.
- 1976: Diego Topa, actor y conductor de televisión argentino.
- 1977: Matthew Bomer, actor estadounidense..
- 1977: Laura Gallego García, escritora española.
- 1977: Desmond Mason, baloncestista estadounidense.
- 1978: Trevor Donovan, actor estadounidense.
- 1979: Gabe Saporta, cantante uruguayo, de la banda Cobra Starship.
- 1980: Nyron Nosworthy, futbolista británico.
- 1980: Ahmed al-Haznawi, terrorista saudí (f. 2001).
- 1981: Beau Brady, actor australiano.
- 1982: Terrell Suggs, jugador estadounidense de fútbol americano.
- 1982: Ansi Agolli, futbolista albanés.
- 1983: Bradley James, actor británico.
- 1983: Ruslán Ponomariov, ajedrecista ucraniano.
- 1984: Martha MacIsaac, actriz canadiense.
- 1984: Morten Olsen, balonmanista danés.
- 1985: Michelle Trachtenberg, actriz estadounidense (f. 2025).
- 1986: Juanjo Álvarez, emprendedor español.
- 1987: Mike Conley, Jr., baloncestista estadounidense.
- 1987: Tony Beltran, futbolista estadounidense.
- 1988: Omar González, futbolista estadounidense.
- 1989: Henry Lau, cantautor canadiense.
- 1989: Zoran Nižić, futbolista croata.
- 1990: Sebastian Rode, futbolista alemán.
- 1991: Kika van Es, futbolista neerlandesa.
- 1992: Cardi B, rapera estadounidense.
- 1994: Abdulellah Al-Malki, futbolista saudí.
- 1994: Clésio, futbolista mozambiqueño.
- 1995: Dejan Maksimović, futbolista bosnio.
- 1996: Carla Mauri, cantante mexicana.
- 1996: Rhea Ripley, luchadora profesional de WWE australiana.
- 1996: Andrija Vukčević, futbolista montenegrino.
- 1996: Lineth Beerensteyn, futbolista neerlandesa.
- 1997: Georg Zimmermann, ciclista alemán.
- 1997: Jeando Fuchs, futbolista camerunés.
- 1998: William Yang, nadador australiano.
- 1998: Leandrinho, futbolista brasileño.
- 1999: Keldon Johnson, baloncestista estadounidense.
- 1999: Conor Ferguson, nadador irlandés.
- 1999: Aldair Neves, futbolista portugués.
- 2000: Hayden Byerly, actor estadounidense.
- 2000: Sara Gallego, atleta española.
- 2000: Emirhan Topçu, futbolista turco.
- 2001: Anthony Hernández, futbolista costarricense.
- 2001: Kacper Skibicki, futbolista polaco.
- 2001: Daniel Maldini, futbolista italiano.
- 2001: Telma Encarnação, futbolista portuguesa.
- 2002: Carmen Arrufat, actriz española.

## Fallecimientos
- 1188: Roberto I de Dreux (n. 1123).
- 1303: Bonifacio VIII, papa italiano entre 1294 y 1303 (n. 1235).
- 1347: Luis IV de Baviera, emperador germánico (n. 1282).
- 1424: Jan Zizka, general checo (n. 1360).
- 1531: Ulrico Zuinglio, teólogo protestante suizo (n. 1484).
- 1627: Bernardo de Balbuena, poeta español (n. 1562).
- 1629: fray Luis de Bolaños, sacerdote franciscano, misionero y evangelizador español, traductor del catecismo al guaraní (n. 1550).
- 1670: Luis Le Vau, arquitecto francés (n. 1612).
- 1705: Guillaume Amontons, físico francés (n. 1663).
- 1708: Ehrenfried Walther von Tschirnhaus, matemático e inventor alemán (n. 1651).
- 1721: Edward Colston, marchante y político británico (n. 1636).
- 1779: Kazimierz Pułaski, soldado polaco (n. 1745).
- 1809: Meriwether Lewis, explorador estadounidense (n. 1774).
- 1813: Robert Kerr, naturalista y traductor escocés (n. 1755).
- 1830: José de La Mar, político peruano, presidente en dos oportunidades (n. 1778).
- 1850: Luisa María de Francia, reina belga (n. 1812).
- 1852: Ferdinand Eisenstein, matemático alemán (n. 1823).
- 1889: James Prescott Joule, físico británico (n. 1818).
- 1896: Anton Bruckner, compositor y organista austríaco (n. 1824).
- 1897: Léon Boëllmann, compositor francés (n. 1862).
- 1915: Jean Henri Fabre, entomólogo francés (n. 1823).
- 1935: Florentín Oviedo, militar paraguayo (n. 1840)
- 1936: Amparo Barayón, pianista y activista anarquista, republicana, socialista y feminista española (n. 1905).
- 1937: Aniela Wolberg, anarquista polaca (n. 1907).
- 1940: Vito Volterra, matemático y físico italiano (n. 1860).
- 1958: Maurice de Vlaminck, pintor francés (n. 1876).

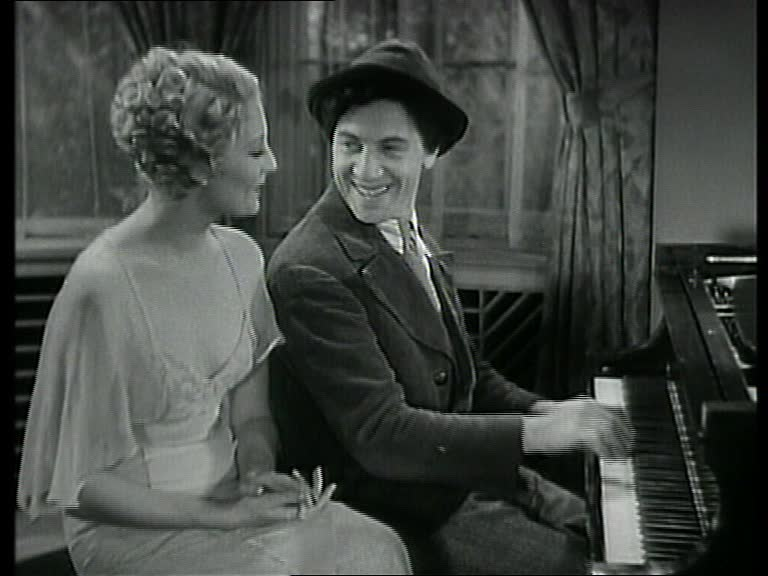
Chico Marx.

- 1961: Chico Marx, actor y comediante estadounidense (n. 1887).
- 1963: Jean Cocteau, escritor, pintor y cineasta francés (n. 1889).

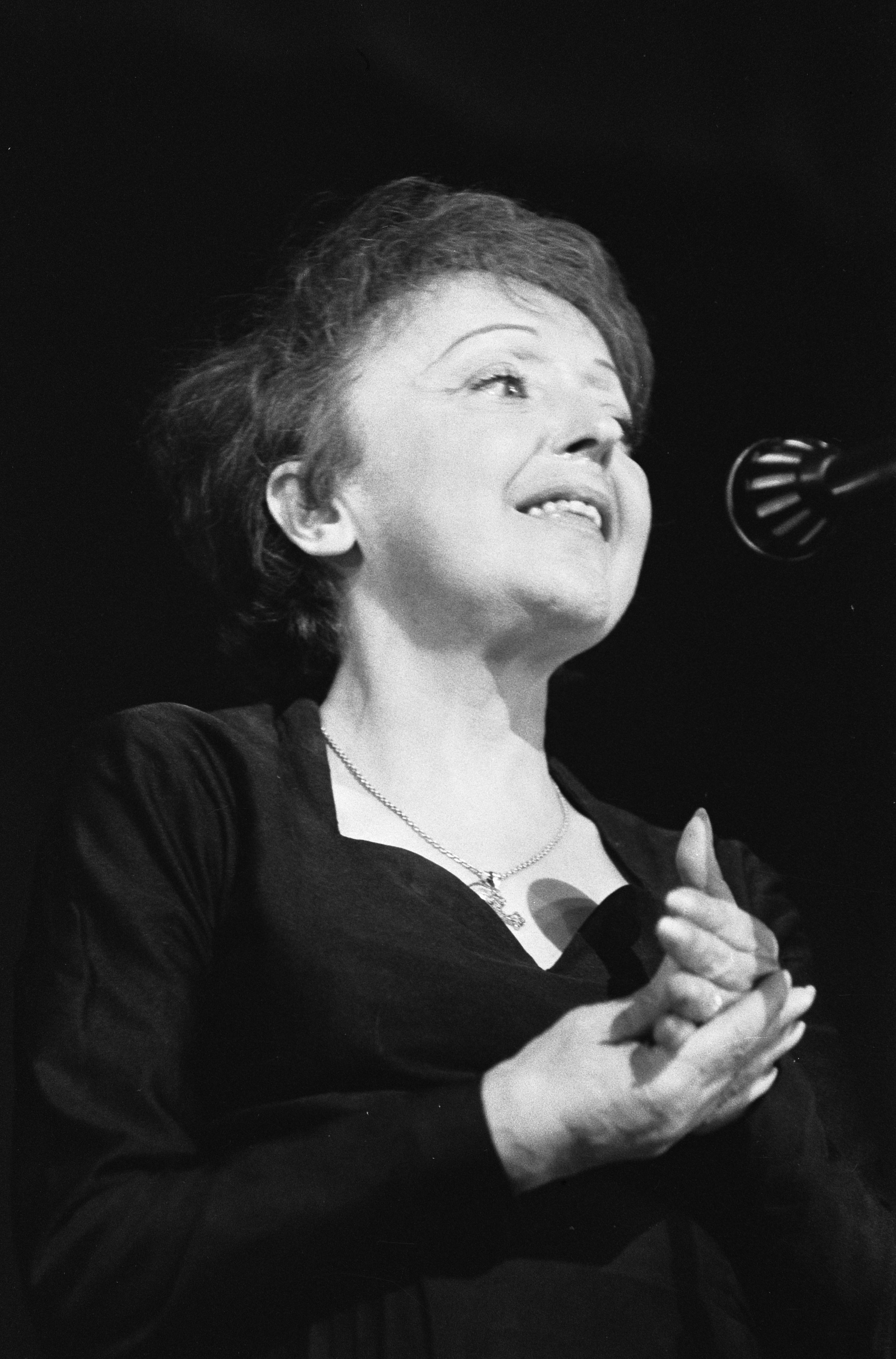
Édith Piaf.

- 1963: Édith Piaf, cantante francesa (n. 1915).
- 1965: Dorothea Lange, fotógrafa estadounidense (n. 1895).
- 1973: Mauro Núñez Cáceres, músico y charanguista boliviano (n. 1902).
- 1973: Juan García "El peralvillo", actor y argumentista mexicano (n. 1905).
- 1979: Joseíto Fernández, músico cubano creador de la canción «Guajira guantanamera» (n. 1908).
- 1982: Humberto "Coquito" Ortiz, actor y guionista argentino (n. 1933).
- 1982: Edith Hinkley Quimby, médica y física (n. 1891)
- 1986: Georges Dumezil, filólogo e historiador francés (n. 1898).
- 1987: José Estornés Lasa, abogado, editor, escritor, lingüista y político español (n. 1913).
- 1987: Jaime Pardo Leal, político y candidato presidencial colombiano (n. 1941).
- 1987: Koldo Mitxelena, lingüista español (n. 1915).
- 1989: M. King Hubbert, geógrafo y físico estadounidense (n. 1904).
- 1991: Redd Foxx, comediante estadounidense (n. 1922).
- 1993: Jess Thomas, tenor estadounidense (n. 1927).
- 1996: Lars Ahlfors, matemático finlandés (n. 1907).
- 1996: Renato Russo, músico y guitarrista brasileño, de las bandas Legião Urbana y Aborto Elétrico (n. 1960).
- 1996: Carlos Mancheno Cajas militar, coronel y presidente ecuatoriano 1947-1947 (n. 1902).
- 1998: Richard Denning, actor estadounidense (n. 1914).
- 1999: Oscar Valicelli, actor argentino (n. 1915).
- 2000: Donald Dewar, ministro principal y político escocés (n. 1937).
- 2000: Irma Prego, escritora nicaragüense (n. 1933).
- 2000: Pietro Palazzini, cardenal italiano (n. 1912).
- 2002: Antonio González y González, químico español (n. 1917).
- 2005: Juan Rogelio Núñez, futbolista chileno (n. 1953).[3]
- 2005: Kelsey Briggs, niña estadounidense asesinada por sus padres a los 2 años y 7 meses (n. 2002).
- 2006: Cory Lidle, beisbolista estadounidense, de los New York Yankees (n. 1972).
- 2007: Javier de Castro, sindicalista metalúrgico español (n. 1944).
- 2007: Sri Chinmoy, líder espiritual y escritor estadounidense de origen bengalí (n. 1931).
- 2008: Jörg Haider, político austriaco (n. 1950).
- 2008: Ernst-Paul Hasselbach, productor de televisión neerlandés (n. 1966).
- 2008: Neal Hefti, trompetista y compositor estadounidense (n. 1922).
- 2009: Angelo DiGeorge, endocrinólogo estadounidense (n. 1922).
- 2010: Francisco Suárez Cardona, ornitólogo y ecólogo español (n. 1953).
- 2011: Frank Kameny, activista LGBT estadounidense (n. 1925).
- 2012: Frank Alamo, cantante francés (n. 1941).
- 2012: Helmut Haller, futbolista alemán (n. 1939).
- 2012: Édgar Negret, escultor colombiano (n. 1920).
- 2013: María de Villota, piloto española de Fórmula 1 (n. 1980).
- 2013: Leopoldo González Sáenz, abogado y político mexicano (n. 1924).
- 2014: Carmelo Simeone, futbolista argentino (n. 1934).
- 2017: Tera Bond, actriz pornográfica y modelo erótica húngara (n. 1978).
- 2019: Alekséi Leónov, cosmonauta soviético-ruso (n. 1935).
- 2019: Robert Forster, actor estadounidense (n. 1941).
- 2020: Hugo Arana, actor argentino (n. 1943).
- 2022: Allan Wood, nadador australiano (n. 1943).
- 2022: Angela Lansbury, actriz y cantante británica-estadounidense e irlandesa (n. 1925).

## Celebraciones
- Día Internacional de la Niña.[4] Proclamado por la Organización de las Naciones Unidas con el objetivo de promover y garantizar los derechos de todas las pequeñas ante el desafío que supone ser mujer en distintas partes del mundo.[5]

- Día de la Solidaridad con los Presos Políticos de Sudáfrica.

- Día para Salir del Armario. También conocido como Día de Salir del Clóset.
(en inglés: Coming Out Day).

- Día Mundial de la Carretera.[6]

- Día Internacional contra el Fracking.[7] Con el objetivo de crear conciencia en la población mundial de los graves daños ambientales y sociales que produce el fracking para el planeta.[5]

- Día Mundial del Dulce de Leche.[8][5]

- Día Internacional del Árbitro de Fútbol.[5]

 Por países
(Por orden alfabético)
- Argentina:
  - Día Nacional del Asado.[9] En 2013 se decidió convertir a esta fecha en una efeméride por iniciativa privada de una comunidad de Facebook que hizo coincidir con la previa del 12 de octubre, feriado en este país.[10]
  - Día Mundial del Dulce de Leche.[5] Desde 1998, se celebra este día establecido por el Centro Argentino de Promoción del Dulce de Leche y Afines (Capidya) con el objetivo de promocionar la producción y el consumo, así como también posicionar el dulce de leche en el mundo como un producto de bandera.
  - Día del Martillero y Corredor Inmobiliario.[11]
  - Día Nacional de la Patagonia.[12] En conmemoración de la fecha de 1878 en la que se creó la Gobernación del Territorio de la Patagonia.[5]
    -  Misiones: 
      - Día del Programador Misionero.[13]

- Bolivia:
  - Día de la Mujer Boliviana.[14]

- Colombia:
  - Día Nacional por la Dignidad de las Víctimas del Genocidio contra la Unión Patriótica (UP).[15]
  - Día del Arequipe.

- Estados Unidos:
  - Día Conmemorativo del General Pułaski.
  - Día Nacional de los Fósiles.
  - Día Nacional de Concientización sobre la Obesidad de las Mascotas.
  - Día Nacional Para Llevar a tus Padres a Almorzar.
  - Día Nacional de la Pizza de Salchicha.

- Macedonia del Norte:
  - Día de la Revolución.

- Sudáfrica:
  - Día de la Solidaridad con los Presos Políticos de Sudáfrica.

### Santoral católico

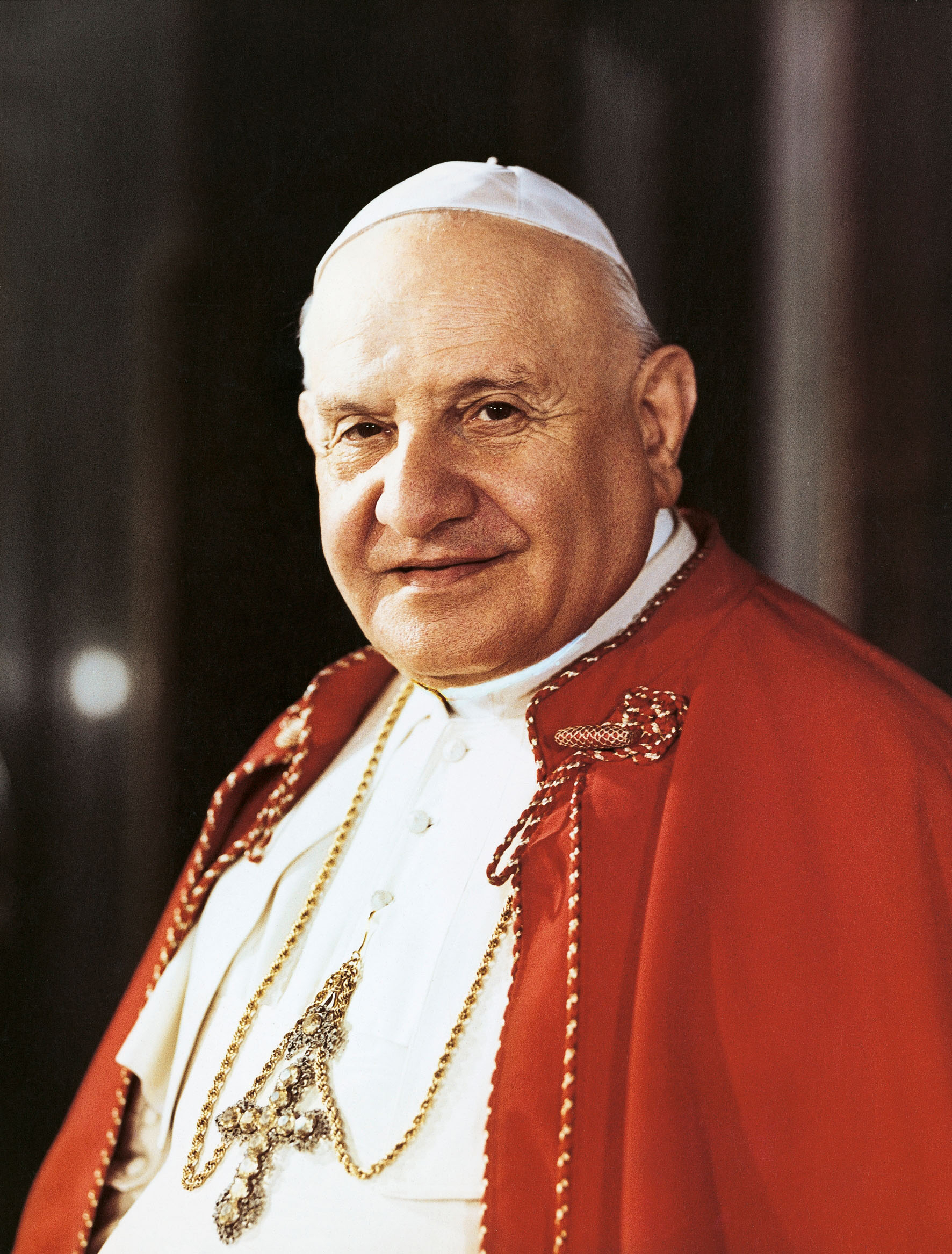
Fotografía oficial de San Juan XXIII.

- San Alejandro Sauli, obispo de Milán.
- San Anastasio de Schemaris.
- Virgen de Begoña.
- San Bruno de Lotaringia.
- San Cánico de Irlanda.
- San Felipe (diácono).
- San Fermín de Uzés.
- San Gaudencio o Radzim.
- San Gumaro de Lierre.
- San Juan XXIII (papa) (imagen).
- Santa María Soledad Torres Acosta.
- San Meinardo de Riga.
- San Pedro Le Tuy.
- San Santino de Verdún.
- San Sármata de Tebaida.
- Beato Ángel Ramos Velázquez.
- Beato Jacobo de Ulma Griesinger.
- Beata María de Jesús d'Oultremont.